# Joomla! Україна
Joomla! Україна (Joomla! Ukraine) − українська open source спільнота, заснована 2006 року. Joomla! Україна займається офіційною локалізацією Joomla!® CMS. Член Translations Working Group, до якої входять понад 50 членів з різних країн світу та входить у команду перекладачів Joomla! Translation Teams.

## Історія створення
Восени 2006 року створено домен joomla-ua.org та викладено першу версію української локалізації Joomla 1.0.0. Це був сайт на 1 сторінку з посиланнями на архіви локалізації Joomla та Mambo та новинами про локалізації. У жовтні створено форум для обговорення локалізації Joomla та розширень, а також створено гілку форуму «Дизайн та шаблони» у якій розробники ділилися своїми роботами та досвідом. У цей час розпочинається локалізація бета-версії Joomla 1.5.
У кінці 2007 року розгортається повноцінний сайт з новинами Joomla, розширень, локалізації та розгорнутими статтями про Joomla.
За час існування Joomla! Україна було створено локалізації для Joomla 1.0, Joomla 1.5, Joomla 1.6, Joomla 2.5, Joomla 3.x, Joomla 4.x, Joomla 5.x створено безліч перекладів розширень.
З 2006 року Joomla! Україна розвиває ряд своїх розширень: JUNewsUltra, JUMultiThumb, JUPWA.
У 2007 році Joomla! Україна отримала офіційний статус розробників Joomla!® та стала частиною Joomla! Translation Teams, а з квітня 2008 року стає членом Translations Working Group.
Наприкінці 2022 року Joomla! Україна оновлює двигун форума на Flarum та розпочинає підтримку української локалізації форума.

## Команда
У різні роки основна команда, яка займалася офіційною локалізацією складалася з 2-5 до 10 членів. На даний момент команда спільноти розподілена на підтримку локалізації Joomla, локалізацію розширень та модерування форуму підтримки.

## Історія версій
Історія версій української локалізації Joomla! доступна за посиланням:
https://community.joomla-ua.org/d/3141-ukrayinska-lokalizaciya-joomla-4